# Vasile Gavrilescu
Vasile Gavrilescu (n. 5 aprilie 1937 Silistra – d. 6 august 2011, Urșani) a fost un scriitor român, disident și luptător anti-comunist.

## Biografie
- Se naște din părinții Iancu și Elisabeta în orașul Silistra (oraș aflat acum în Bulgaria), județul Durostor.
- În anul 1940 familia este obligată să părăsească Bulgaria ca urmare a cedării teritoriului și se stabilește în orașul Craiova.
- Între anii 1944 -1948 urmează cursurile școlii primare de limbă franceză Jules Javett din Craiova.
- În decembrie 1944 decesul tatălui.
- Rămas orfan este acceptat "copil de trupă descazarmat" în regimentul 9 Artilerie Batalionul 7 din orașul Craiova unde rămâne până la reforma armatei din anul 1948.
- Între anii 1948 – 1951 continuă studiile la școala elementară se înscrie la liceul de Marină din Constanța de unde este exmatriculat sub motivația că a făcut parte din structura armatei burgheze.
- Se reîntoarce la Craiova și se înscrie la școala medie de centrale electrice.
- Între anii 1952 -1954 urmează cursurile școlii medii de Educație Fizică.
- În anul 1954 pleacă în zona minieră Petroșani unde urmează școala de calificare în meseria de miner pe care o termină în același an.
- În anul 1955, reântors în orașul Craiova se înscrie pentru continuarea studiilor la liceul Frații Buzesti secția serală.
- În toamna anului 1956, sub influența revoluției maghiare, împreună cu alti fosti colegi și prieteni, inițiază o grupare paramilitară având scopul de a participa la o eventuală revoluție de tipul celei din Ungaria.
- Se căsătorește în iulie 1958 cu Aurora, o fostă colegă de liceu, originară din Băilești – Dolj.
- Ca urmare a unui denunț este obligat să părăsească orașul Craiova împreună cu soția.
- Se ascunde în zona minieră Anina lucrează în subteran la mina Ponor.
- În toamna anului 1958 încearcă să părăsească clandestin țara prin zona frontalieră Iam unde este arestat împreună cu Aurora.
- Arestat, este transferat la Craiova și în aprilie 1959 este judecat de către Tribunalul Militar Craiova pentru inițierea organizației paramilitare „Spartacus” și condamnat la 22 ani muncă silnică Art. 209 împreună cu el sunt condamnați și ceilalți membri primind condamnări între 15 și 22 de ani închisoare.
- Soția Aurora este condamnată la 12 ani iar mama lui Elisabeta este condamnată la 10 ani  pentru omisiune de denunț și va deceda în închisoare.

"A venit iarna, fraților, a zis careva dintre noi și pentru că nu l-a contrazis nimeni, a continuat să ningă..."
- Periplul prin diverse închisori; Gherla, Luciu Giurgeni, Salcia, Strâmba, privațiunile îndurate în regim de exterminare îl ajută să înțeleagă sistematica opresiunilor criminale comuniste
- În anul 1964 sub presiunea politică internatională beneficiază de amnistierea deținuților politici si este eliberat.
- Revine la Craiova să se regăsească cu soția.
- În vara anului 1965 traversează înot Dunărea și ajunge pe malul iugoslav de unde este returnat de către autorităților. Tribunalul Militar Craiova îl condamnă la 7 ani de închisoare.
- Din 1966 recluziune la închisoarea Aiud până în decembrie 1968. Eliberat revine în orașul Craiova și se angajează în constructii ca electrician.
- Începe să scrie în clandestinitatecărți în care denunță sistematica opresiunilor comuniste.
- Demascat organelor Securității, de către propria soție Aurora, urmează confiscarea manuscriselor și este supus anchetelor și alte persecuții.
- Între anii 1976 -1985 reîncepe să scrie în clandestinitate.
- În anul 1985 i se retrage cetățenia română și este obligat să părăsească țara ca persoană indezirabilă politic. Se stabileste la Paris.

- În decembrie 1989 participă la ocuparea ambasadei comuniste române la Paris.
- Reîntors definitiv în țară se stabileste la Craiova. Recăsătorit cu Nușa Gavrilescu în 1990 la Paris.
- 1998 părăsește definitiv orașul Craiova și se stabilesc în zona Horezu, satul Ursani

```
unde locuiește și în prezent.
```

"Talentul poate fi asemuit cu o condamnare pe viață"

## Opera
- Timpul trecerii tale, Poem de 1000 pagini scris în 1976, confiscat de securitate în 1977 și recuperat de la SRI în 1997, editat în 2006.
- Vreau să fiu rege, roman despre Nicolae Ceaușescu scris în 1985 editat in 1992 și reeditat în 2008.
- Raiul nemernicilor, roman scris in 1985 editat în 1998 reeditat în 2008 și 2010.
- Iubirea mea floare nomadă, roman scris în 1994 editat în 1999.
- Eriadana, roman scris în 1985 editat în 2005 versiunea completă.
- Istoria personală, roman autobiografic scris în 1995 editat în 2001.
- Crimă și iubire, roman, variantă la Eriadana editată în 1996.
- Starea de fapt, poeme scris în 1992 editat în 1996.
- 1001 parabole, parabole scrise în 1994 editate în 1998.
- 1002 parabole, parabole scrise în 1995 editate în 2005.
- 1004 parabole, parabole scrise în 1996 editate în 2008.
- Parabole și editoriale, articole apărute în ziare și parabole scrise în 1998 editate în 2006.
- Parabole, parabole editate în 2008.
- Dilema oilor infinite, scris în 1985 editată în 2005.
- Steaua reminescențelor, roman scris în 2005 editat în 2005.
- Nume de cod "Marcela", roman scris în 2008 editat în 2008.
- Liliacul, pagini din dosarul personal comentate de autor, scris in 2002 editat în 2002 reeditata în 2005 – 2008-2010.
- Elogiul prieteniei, roman scris în 2008 editat în 2008.